# Tom Hart
Denna sida handlar om sinologen Tom Hart, som inte skall förväxlas med teologen Tom G. A. Hardt.
Thomas George (Tom) Hart, född den 6 december 1936 i Pennsylvania i USA, är en amerikansk-svensk sinolog och professor.  

## Utbildning
Hart besökte Sverige första gången 1956 och återvände dit 1959 för att delta i en diplomkurs vid Stockholms högskolas Institute for English-Speaking Students. Följande år började han läsa sinologi för professor Bernhard Karlgren och avlade magisterexamen vid Stockholms universitet 1962. 
Åren 1962–65 tjänstgjorde han som officer i den amerikanska armén i Tyskland, varefter han återvände till Sverige för att påbörja en forskarutbildning med inriktning mot internationell politik vid Statsvetenskapliga institutionen vid Stockholms universitet. Han disputerade 1971 på doktorsavhandlingen The Dynamics of Revolution.

## Karriär
Hart var under ett tjugotal år knuten till forskningssektionen vid Utrikespolitiska Institutet i Stockholm. 1992 utnämndes han till föreståndare för Centrum för Stillahavsasienstudier (CPAS) vid Stockholms universitet. Han var professor vid centret 1993–2001. Han har under forskningsresor och medverkan i delegationer skaffat sig ett internationellt kontaktnät. 
Hart var på 1990-talet en av initiativtagarna till European China Academic Network (ECAN). Åren 1996–2001 var han en av fyra delordförande för den europeiska kommittén i "track two"-organisationen Council for Security Cooperation Asia-Pacific (CSCAP). Hans deltagande i "track two"-organisationer (informella samtal och överläggningar) fortsätter med regelbundna möten mellan europeiska, fastlandskinesiska och taiwanesiska forskare och ämbetsmän om Taiwans politiska status.
Hart pensionerades från sin professur vid Centrum för Stillahavsasienstudier 2001. Han innehar sedan 2001 en professur vid The European Institute of Japanese Studies vid Handelshögskolan i Stockholm.

## Familj och fritid
Hart är gift med Inger Margareta och har tre barn. Han ägnade flera decennier åt körsång som tenor i Adolf Fredriks Bachkör, tillsammans med vilken han deltog i internationella framträdanden. Han har sedan 1980-talet arbetat som reseledare i Kina.

## Böcker av Tom Hart
- The dynamics of revolution : a cybernetic theory of the dynamics of modern social revolution with a study of ideological change and organizational dynamics in the Chinese revolution, Almqvist & Wiksell (1972). ISSN 0346-6620
- The cognitive world of Swedish security elites, Esselte studium (1976). ISBN 91-24-26700-7
- "China's Modernization in Comparative Perspective", i Yu-ming Shaw, ed. Chinese Modernization, San Francisco (1985)
- Sino-Soviet Relations: Re-examining the Prospects for Normalization, Aldershot (1987)
- Research on communist regimes : a short survey / med Anu-Mai Köll och Aleksander Kan; Vetenskapsrådet (2001)
- "Looking back and looking forward: A broad-brush evaluation and critique of the on-going Chinese foreign policy evolution", China Rising: Strategic Yearbook 2007–2008, Swedish National Defence College/Finnish National Defence University, 2008
- "Folkrepubliken Kina" i Rutger Lindahl (red.), Utländska politiska system, Stockholm: SNS Förlag, 13e uppl., 2009.
- "How Far Can They Succeed? Systematic Speculation on the Prospects for Further Advances in Cross-Strait Relations", Chinese (Taiwan) Yearbook of International Law and Affairs, February 2010

I Utrikespolitiska institutets skriftserie Världspolitikens dagsfrågor:
- Jätten skakar: Kina efter Deng Xiaoping, (1995) nr 3/95 . ISBN 91-7183-057-X
- Kinas andra revolution, (1985) nr 10/85. ISBN 91-7182-626-2